# にいかわ信用金庫
にいかわ信用金庫（にいかわしんようきんこ、英語：Niikawa Shinkin Bank）は、富山県魚津市に本店を置く信用金庫である。2005年（平成17年）11月21日、新川水橋信用金庫が滑川信用金庫と合併してにいかわ信用金庫が発足した。

## 沿革
出典→
- 1923年（大正12年）9月19日 - 魚津町信用組合として発足する。
- 1948年（昭和23年）5月26日 - 魚津信用組合に名称変更する。
- 1950年（昭和25年）4月29日 - 新川信用組合に名称変更する。
- 1951年（昭和26年）12月8日 - 新川信用金庫に改組する。
- 1956年（昭和31年）5月 - 泊信用金庫と合併する[2]。
- 1989年（平成元年）
  - 10月1日 - 旧セントラル・パーキング跡地（現在地）に本店を新築移転[3]。
  - 11月21日 - 新本店（敷地949m2、鉄筋コンクリート6階建て延床面積2,143m2）の完成披露および祝賀式[4]。
  - 11月27日 - 新本店での営業を開始[4]。
- 1990年（平成2年）
  - 1月26日 臨時総代会で水橋信用金庫との合併承認。
  - 4月2日 - 水橋信用金庫（通称みずしん）と合併し、新川水橋信用金庫に名称変更する。
- 1995年（平成7年）1月4日 - 懸賞付き定額預金の取扱を開始する[5]。
- 2005年（平成17年）11月21日 - 滑川信用金庫と合併し、にいかわ信用金庫となる。15店舗役職員数239人の規模となり、預金量は当時の県内信用金庫の中で第3位であった[6]。
- 2016年（平成28年）9月2日 - 中加積支店と田中支店を滑川営業部に統合（ATMコーナーのみ存続）[7]。
- 2025年（令和7年）3月10日 - 生地支店（同年3月7日最終営業日）を桜井支店に移転し『店舗内店舗方式』とする[8][9]。

## ATMについて
ATMでは、北陸地方3県（富山県・石川県・福井県）内に本店を置く信用金庫（しんきん北陸トライアングルネットワークATMサービス）のカードに限ってATM利用時間内に関わらず入出金手数料が終日無料で利用できるほか、北陸3県以外の信用金庫（しんきんATMゼロネットサービス）のカードでも平日8:45～18:00の入出金・土曜9:00～14:00の出金に限り手数料が無料で利用できる。さらに北陸銀行のカードでも平日8:45～18:00の出金に限り無料で利用できる（逆に、にいかわ信金のカードで北陸銀行ATMによる出金も同様）。
また、にいかわ信用金庫のカードは北陸銀行（富山県・石川県・福井県内のE-netの北陸銀行管理機を含む）でも自行扱いとなる（北銀ゼロネットサービス）。
ただし、北陸地方におけるE-netATMは北陸銀行管理機（北陸3県）と北國銀行管理機（石川県内及び富山県内）あるいは福井銀行（福井県内）のいずれかが混在している。
そのため、同じ北陸地方でも、E-netATMの北國銀行管理あるいは福井銀行管理機では、にいかわ信金のキャッシュカードで出金した場合の手数料は他行（イーネット提携外金融機関：MICS）扱いとなるので注意が必要である。

## 不祥事
2006年（平成18年）9月22日、1999年から約7年間で11億1,300万円を流用し、さらに1,000万円を着服し、借入金返済やアパート経営の経費、遊興費に充てていた元生地支店長代理（同日付で懲戒解雇）を魚津警察署が業務上横領の疑いで逮捕した。着服総額は魚津署に刑事告訴した分（1,000万円）を含めて2,100万円であった。
2017年（平成29年）11月22日、本店営業推進部の男性職員が顧客5人の定期預金など計2,170万円を着服していたことが判明。にいかわ信用金庫はこの職員を同日付で懲戒解雇し刑事告訴する方針を固めた。不正期間は2005年（平成17年）から12年間におよび、他の顧客分を合わせた流用額は計2,700万円。着服した金額は遊興費や消費者金融からの借金の返済に充てていた。その後12月1日にさらに別の客から1,100万円、さらに2018年（平成30年）1月25日には新たに1,369万円着服していたことが判明し、着服金額は合計で4,649万円となった。さらに組合の出張費などと偽り、職員組合の口座から300万円超を不正所得していたことも判明した。これら一連の不祥事を受けて、3月28日に理事長が引責辞任し、後任に富山信用金庫の常務理事が就任した。さらに4人の常務役員が月額報酬の10～20%減額6か月の処分を受けることになった。なお、この元男性職員は4月に詐欺罪で起訴されている
2018年（平成30年）5月2日には、別の男性職員が2007年5月から2017年9月までに県東部の50代 - 80代の3世帯4人から定期預金として預かった現金や解約金など1,387万円を流用し、差額分のうち351万円を着服（主にパチンコや飲み代などに使用）、残りを他の契約の穴埋めに使うために流用を繰り返すなどしていたことが判明。該当職員は辞職せず、信金の調査を受けるという。
2024年（令和6年）9月27日、職員の一人が知人一人から借り受けたカードローン口座を使用し、1991年（平成3年）7月頃から30年以上にわたって不正な借り入れを繰り返していたと発表した。不正発覚は同年7月31日付で、データが保管されている過去15年間の借入額は累計929万4千円に上っていて、借入金は遊興費や生活費に充てていたという。にいかわ信用金庫は同年9月13日付で同職員を懲戒解雇した一方、既に全額返済していることから、刑事告訴はしない方針という。また、全容解明後の同年9月25日に理事会を開き、理事長を含む常勤理事4人と常勤監事の報酬を減額、関係職員2人をけん責処分とした。